# Araneus senicaudatus
Araneus senicaudatus är en spindelart som beskrevs av Simon 1908. Araneus senicaudatus ingår i släktet Araneus och familjen hjulspindlar.
Artens utbredningsområde är Western Australia. Utöver nominatformen finns också underarten A. s. simplex.